# Julie Zenatti
Julie Zenatti (Parigi, 5 febbraio 1981) è una cantante francese.
È divenuta celebre per la sua interpretazione di Fiordaliso nella versione francese del 1998 dello spettacolo Notre-Dame de Paris.

## Discografia

### Album
- 2000 - Fragile
- 2002 - Dans les yeux d'un autre
- 2004 - Comme vous
- 2007 - La Boîte de Pandore
- 2010 - Plus de Diva
- 2013 - Quelque part… (Live Piano Voix 5 titres)
- 2015 - Blanc